# فرودگاه گرند استرند
فرودگاه گرند استرند (به انگلیسی: Grand Strand Airport) یک فرودگاه همگانی بهره‌برداری هوایی با کد یاتا CRE است که یک باند فرود آسفالت دارد و طول باند آن ۱۸۲۸ متر است. این فرودگاه در کشور ایالات متحده آمریکا قرار دارد و در ارتفاع ۱۰ متری از سطح دریا واقع شده‌است.